# アテネ地震
アテネ地震（アテネじしん）は、1999年9月7日14時56分51秒（現地時間）にギリシャのパルニサ山付近を震源として発生したマグニチュード6.0の地震である。

## 概要
1999年9月7日14時56分（日本時間の20時56分）、ギリシャでM5.9の地震が発生した。震源の深さは5 km - 10 kmほど。震源は首都のアテネに近く、北西に10 kmほどしか離れていなかった。
ギリシャやイタリアなど、ヨーロッパの南部は、日本と同様にプレートが衝突し合う地域であるため、地震が発生しやすい特徴がある。
また、この地震の約1ヶ月前には、トルコで、イズミット地震 (M7.4) が発生している。

## 被害
地震の揺れによって、アテネを中心に著しい被害が出た。主な被害は以下の通り。

### 人的被害
この地震で、143人が死亡し、4人が行方不明となった。さらに、負傷者は1,600人であった。

### 物的被害
地震によって倒壊した建物の数は8000棟近くにものぼり、工場や学校なども被害を受けている。